# Reino Unido en los Juegos Olímpicos de San Luis 1904
El Reino Unido estuvo representado en los Juegos Olímpicos de San Luis 1904 por un total de 6 deportistas que compitieron en 3 deportes.

## Medallistas
El equipo olímpico británico obtuvo las siguientes medallas:
| Nombre       | Deporte   | Competición         |
| ------------ | --------- | ------------------- |
| Oro          |           |                     |
| Thomas Kiely | Atletismo | Decatlón M          |
| Plata        |           |                     |
| John Daly    | Atletismo | 2590 m obstáculos M |
| Bronce       |           |                     |
| —            |           |                     |